# Гаммет, Луис Плак
Луис Плак Гаммет (также Хамметт; англ. Louis Plack Hammett; 7 апреля 1894, Уилмингтон, штат Делавэр, США  — 9 февраля 1987, Медфорд, штат Нью-Джерси, США) — американский физикохимик.
Член Национальной академии наук США (1943).

## Биография
Детство провел в Портленде. Учился в колледже Гарварда (где получил степень бакалавра искусств в 1916 году), а затем по программе обмена студентами в Швейцарском федеральном технологическом институте в Цюрихе (нем. Eidgenössische Technische Hochschule). Степень доктора философии по химии получил в Колумбийском университете, защитив в 1922 году диссертацию по теме «Экспериментальные исследования водородного электрода» (англ. Experimental studies on the hydrogen electrode). В 1921—1961 годах работал на факультете химии этого же университета.
В 1932 году разработал схему сравнения кислотностей, известную в настоящее время под названием функция кислотности Гаммета и показал её связь со скоростью кислотно-основных реакций. В 1935 году вывел уравнение, названное впоследствии его именем, которое связывает скорости реакции с константами равновесия для некоторых классов органических реакций, включая замещенные органические соединения. Также известен исследованиями в области суперкислот, в частности введением параметра H0 для абсолютной характеристики кислотности (функция кислотности Гаммета).
Написал известный учебник по физической органической химии «Physical Organic Chemistry», а также ввёл в научный оборот и само это понятие.
В 1961 году Гаммет получил медаль Пристли.